# Étang des Clots
L'étang des Clots est un petit lac d'altitude d'origine glaciaire de la chaîne des Pyrénées en Ariège dans la région Occitanie, à 2 560 mètres d'altitude.

## Géographie

### Topographie
L'étang est situé sur la commune d'Auzat dans un vallon suspendu qui domine la haute vallée de Vicdessos, sur le flanc sud-ouest du pic de l'Étang Fourcat (2 820 m), et au nord-ouest du Port de Caraussans qui donne accès à l'Andorre (paroisse d'Ordino) par le haut de la station de sports d'hiver d'Ordino-Arcalis.
Il se trouve au nord et à proximité immédiate de l'étang de Caraussans, dans le périmètre du parc naturel régional des Pyrénées ariégeoises.

### Hydrographie
L'étang de Clots évacue ses eaux dans la vallée de Soulcem vers le barrage éponyme. 

## Faune
D'une superficie d'environ 0,6 hectare, des truites fario y sont observées.

## Voie d'accès et randonnées
Depuis l'étang de Caraussans, il faut compter environ vingt minutes de marche pour atteindre l'étang des Clots.